# Кічмаренко Сергій Володимирович
Сергі́й Володи́мирович Кічмаре́нко (нар. 24 травня 1982 — 14 вересня 2015) — солдат Збройних сил України, учасник російсько-української війни.

## Життєпис
Народився 1982 року в селі Студена Вінницької області. Офіцер, військовослужбовець 7-го ОПАА, миротворець (місія в Косово).
З початком російської агресії подолав численні бюрократичні перепони, аби знову потрапити до війська. Мобілізований 20 червня 2014 року, після підготовки на Рівненському полігоні потрапив до 7-го полку, згодом — у складі 51-ї бригади, брав участь у боях за Іловайськ. Під час виходу з оточення був поранений, потрапив у полон.
Зазнав бойової травми — 29 серпня під час виходу з оточення біля Многопілля потрощена від вибуху нога, переломи, травми, кілька осколків у тілі. Проходив лікування у Львові та Вінниці, демобілізувався через стан здоров'я, вийшов на пенсію.
14 вересня 2015 на автовокзалі Піщанки відчув себе погано, Сергію викликали «швидку», однак врятувати його не вдалося — помер від серцевого нападу.
Похований в смт Піщанка 16 вересня 2015 року, піщани прощали Героя на колінах.
Без Сергія лишились батьки, дружина, син 2005 р.н.

## Вшанування
- на честь загиблих Андрія Добраня і Сергія Кічмаренка в Студеній відкрито меморіальну дошку
- недержавна нагорода — медаль «За незламність духу» (березень 2017, посмертно);
- у с. Студена провулок Леніна перейменовано на провулок Сергія Кічмаренка[1].